# Trent Whitfield
Trenton Grant „Trent“ Whitfield (* 17. Juni 1977 in Estevan, Saskatchewan) ist ein ehemaliger kanadischer Eishockeyspieler und derzeitiger -trainer, der im Verlauf seiner aktiven Karriere zwischen 1994 und 2014 unter anderem 194 Spiele für die Washington Capitals, New York Rangers, St. Louis Blues und Boston Bruins in der National Hockey League (NHL) auf der Position des Centers bestritten hat. Zudem absolvierte Whitfield, der nach seinem Karriereende als Trainer tätig wurde, weitere 833 Partien in der American Hockey League (AHL).

## Karriere

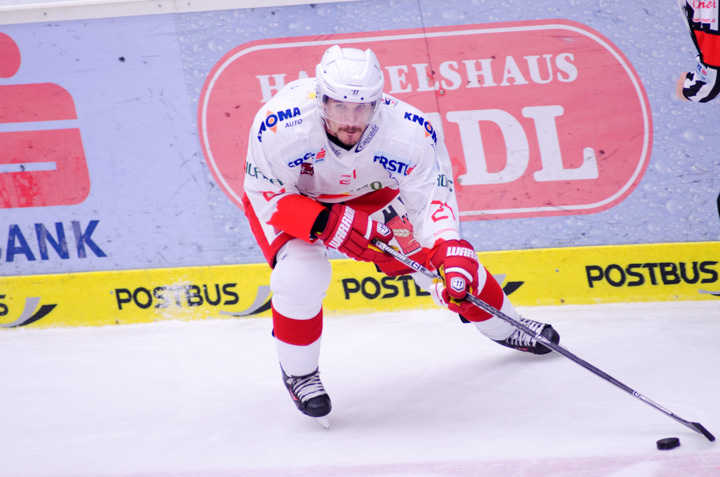
Whitfield im Trikot des HC Bozen (2013)

Trent Whitfield begann seine Karriere als Eishockeyspieler bei den Spokane Chiefs, für die er von 1994 bis 1998 in der Western Hockey League (WHL) aktiv war. Während dieses Zeitraums wurde er im NHL Entry Draft 1996 in der vierten Runde als insgesamt 100. Spieler von den Boston Bruins ausgewählt, die ihn allerdings nicht verpflichteten. Stattdessen erhielt der Angreifer im September 1998 als Free Agent einen Vertrag bei den Washington Capitals, für die er in den Playoffs der Saison 1999/2000 sein Debüt in der National Hockey League (NHL) gab. Dabei blieb er in drei Spielen punkt- und straflos. Während der Zeit im Franchise der Washington Capitals, bei dem er bis 2005 angestellt war, spielte der Linksschütze auch regelmäßig für deren Farmteam aus der American Hockey League (AHL), die Portland Pirates. In der Saison 2004/05 lief er aufgrund des Lockouts in der NHL ausschließlich für Portland in der AHL auf. Während der Saison 2001/02 spielte er zudem ein Mal für die New York Rangers, nachdem diese ihn kurzzeitig über den Waiver verpflichtet, aber später wieder an Washington verloren hatten.
Nach Wiederaufnahme des Spielbetriebs in der NHL wurde Whitfield im August 2005 als Free Agent von den St. Louis Blues verpflichtet, für die er in seinem ersten Jahr in 30 Spielen sieben Scorerpunkte verbuchte. Während der Saison 2008/09 absolvierte er drei NHL-Einsätze für die Blues, ansonsten kam er ausschließlich für deren AHL-Farmteam Peoria Rivermen zum Einsatz, bei denen er Mannschaftskapitän war. Im Juli 2009 erhielt der Kanadier zunächst einen Zweijahresvertrag bei den Boston Bruins, der später bis zum Ende der Saison 2012/13 verlängert wurde. In dem vierjährigen Zeitraum kam Whitfield aber lediglich 17-mal für Boston in der NHL zum Einsatz und spielte stattdessen für deren AHL-Kooperationspartner Providence Bruins.
Vor der Saison 2013/14 unterschrieb der Mittelstürmer einen Vertrag beim italienischen EBEL-Einsteiger HC Bozen, mit dem er im Playoff-Finale den EC Red Bull Salzburg mit 3:2 Siegen bezwang und die EBEL-Meisterschaft gewann. Anschließend beendete er seine Karriere und wurde für eine Spielzeit Assistenztrainer bei den Portland Pirates in der AHL. Bereits nach einem Jahr verließ er das Team jedoch, um in gleicher Funktion bei den Calgary Hitmen in der WHL zu arbeiten. Seit Beginn der Spielzeit 2016/17 ist Whitfield als Assistenztrainer bei den Providence Bruins aktiv.

## Erfolge und Auszeichnungen
| - 1997 WHL West First All-Star Team - 1998 WHL West Second All-Star Team - 2003 Teilnahme am AHL All-Star Classic | - 2013 Teilnahme am AHL All-Star Classic - 2014 EBEL-Meister mit dem HC Bozen |

### International
- 1997 Goldmedaille bei der Junioren-Weltmeisterschaft

## Karrierestatistik

### International
Vertrat Kanada bei:
- Junioren-Weltmeisterschaft 1997

(Legende zur Spielerstatistik: Sp oder GP = absolvierte Spiele; T oder G = erzielte Tore; V oder A = erzielte Assists; Pkt oder Pts = erzielte Scorerpunkte; SM oder PIM = erhaltene Strafminuten; +/− = Plus/Minus-Bilanz; PP = erzielte Überzahltore; SH = erzielte Unterzahltore; GW = erzielte Siegtore; 1 Play-downs/Relegation; Kursiv: Statistik nicht vollständig)